# 寬耳蝠屬
寬耳蝠屬（学名：Barbastella）是哺乳綱翼手目蝙蝠科下的一屬，共包含三个物种。

## 物种
- 欧洲宽耳蝠（Barbastella barbastellus）
- 北京宽耳蝠（Barbastella beijingensis）
- 亚洲宽耳蝠（Barbastella leucomelas）